# Rauf Raif Denktaş
Rauf Raif Denktaş (Páfosz 1924. január 27. – 2012. január 13.) ciprusi, török-ciprióta politikus, az Észak-Ciprusi Török Köztársaság nevű, az ENSZ által el nem ismert de facto állam megalapítója és első elnöke.

## Kezdeti évei
Denktaş Páfoszban született középosztálybeli török-ciprióta családba. Apja bíróként dolgozott a brit fennhatóság alatt álló Cipruson. Iskoláit Nicosiában végezte, 1941 után bírósági fordítóként, illetve tanárként dolgozott Famagustában. Ekkor kezdett cikkeket írni a ciprusi török közösség problémáiról a Halkin Sesi című lapnak. 1944-ben Londonba utazott, ahol jogot tanult. 1948-ban hazatért Ciprusra és a kormányzó Alkotmányügyi Tanácsának illetve a Török Ügyek Bizottságának tagja lett. 1949-től egészen 1958-ig ügyészi hivatalt töltött be.

## Politikai pályafutása
1957-ben Denktaş közreműködött a török-ciprióták önvédelmi szervezetének (TMT) megalapításában. A szervezet célja a török-ciprióta kisebbségnek a görög-ciprióta többség túlkapásaival szembeni védelme, a sziget Görögországhoz csatolásának (enózisz) megakadályozása, illetve a görög-ciprióta EOKA szervezettel szembeni önvédelem volt.
A függetlenségért folytatott küzdelemben és a két népcsoport között kiéleződő helyzetben Denktaş ‑ mint a török-ciprióta közösség elismert tagja ‑ politikai szerepet vállalt. Az 50-es évek második felétől, külföldi fórumokon és a konfliktusban érdekelt államok (Görögország, Törökország, Nagy-Britannia) felé ő képviselte a törökök álláspontját. Ennek köszönhetően pozíció fokozatosan megerősödtek és a török közösség második számú vezetőjévé vált Fazıl Küçük mellett. 1958-ban lemondott ügyészi hivataláról, és a Ciprusi Török Közösségek vezetőjévé választották. Még ugyanebben az évben meglátogatta az ENSZ Közgyűlését, hogy ismertesse a török-ciprióta álláspontot.
1960-ban Ciprus elnyerte függetlenségét Nagy-Britanniától. Az alkotmány kimondta, hogy a hatalmat a két közösség arányosan megosztva gyakorolja, és mindkettő rendelkezik saját törvényhozó hatalommal. Denktaşt a ciprusi Török Nemzeti Tanács elnökévé választották. Ám 1963 novemberében Makariosz elnök az állam működőképességére hivatkozva alkotmánymódosítást kezdeményezett, amely csorbította a török kisebbség jogait. A görög-török összetűzések egyre gyakoribbakká váltak. Denktaş 1964-ben Londonba, illetve Törökországba utazott, hogy egyeztessen a kialakult helyzetről. Makariosz nemkívánatos személynek nyilvánította és tárgyalásai után a ciprusi hatóságok ‑ a TNT-hez fűződő kapcsolataira hivatkozva ‑ 1968-ig nem engedték visszatérni a szigetre. A tiltás ellenére titokban többször visszatért Ciprusra, 1967-ben el is fogták és kitoloncolták Törökországba.
1968 áprilisában visszatérhetett a szigetre, és ismét a közösségek tanácsának vezetője, valamint a ciprusi török adminisztráció helyettes vezetője lett. Ő vezette a török delegációt a görög- és török-ciprióták között 1968 júniusától kezdődött kétoldalú tárgyalásokon. A tárgyalások hat éven át folytak kevés eredménnyel. Időközben a ciprusi török közösség a jelentősen fogyatkozni kezdett a politikai és gazdasági helyzet hatására felgyorsuló kivándorlás következtében.
A tárgyalások 1974 júniusában szakadtak félbe, amikor a görögországi katonai junta támogatását élvező görög katonatisztek puccsot hajtottak végre Makariosz ellen, akit száműztek az országból. Céljuk az enózisz kikényszerítése volt, ám a puccs következménye Törökország katonai intervenciója lett, aminek során a török hadsereg megszállta az ország északi 37%-át. A török agresszió következtében a görög lakosság tömegesen menekült délre, északon pedig török adminisztráció állt fel, melynek ideiglenes neve Ciprusi Török Szövetségi Állam volt (ebből alakult ki az Észak-Ciprusi Köztársaság), aminek vezetőjévé Denktaşt választották 1976. június 20-án. Később azonban lemondott hivataláról, amikor megalapította új pártját. 1981-ben ismét a megszállt terület vezetőjévé választották.
Denktaş két államrészre osztott, föderális államot javasolt a görögöknek, ami számukra viszont elfogadhatatlan volt. Így ‑ miután a tárgyalások holtpontra jutottak ‑ 1983. november 15-én a törökök kikiáltották az Észak-Ciprusi Török Köztársaságot, amelyet Törökországon kívül a világ egyetlen állama sem ismert el mind a mai napig. Denktaş javaslatának hitelessége igencsak kérdéses volt, ugyanis már a szövetségi állam vezetői, a megszálló török hatóságokkal karöltve az elmúlt években rengeteg törököt telepítettek át Anatóliából Észak-Ciprusra (hivatalosan a törökök szerint korábban elűzött török ciprióták telepítettek vissza), amelynek egyértelmű célja a török pozíciók erősítése volt a szigeten.
A szakadárállam elnökévé 1985. június 9-én Denktaşt választották. Hivatalában három alkalommal is újraválasztották, így egészen 2005-ig a bábállam vezetője maradt. Ekkor azonban már nem jelöltette magát újra a posztra. Utóda, a nála mérsékeltebb, kompromisszumosabb politikát folytató Mehmet Ali Talat, a de facto állam korábbi "miniszterelnöke" lett.

## A ciprusi konfliktusban képviselt álláspontja
Noha korábban gyakran maga Denktaş utasította el a béketárgyalásokat, a kétezres évektől vacsora diplomáciával igyekezett közelebb jutni a kérdés megoldásához: több alkalommal hívta, illetve látogatta meg a déli elnököt Gláfkosz Klirídiszt. Később az ENSZ főtitkár Kofi Annan ösztönzésére is több alkalommal összült a két veterán politikus, noha a találkozók konkrét eredményt nem hoztak..
Denktaş ellenzi észak-ciprus demilitarizálását, az ott állomásozó 40.000 török katona kivonását, mivel azt a kérdés végleges rendezéséhez kötné. Rauf Denktaş nem támogatta a ciprusi konfliktus megoldására kidolgozott Annan-tervet, és a sziget újraegyesítését, amelyet viszont a török ciprióták nagy többsége 2004 áprilisában elfogadott. (A terv nem lépett életbe, mivel a görögök számára elfogadhatatlan kitételeket tartalmazott, így nem nyújtott lehetőséget a török telepesek kiutasítására.) Denktaş ennek hatására nem indult újra a 2005-ös választásokon.

## Magánélete
Nős, egy fia és két lánya van. Magánélete nem volt mentes a tragédiáktól: egy fiát autóbalesetben egy másikat pedig betegség következtében veszítette el. Harmadik fia, Serdar Denktaş szintén politikus, az észak-ciprusi Demokrata Párt elnöke.

## Irodalmi és képzőművészeti tevékenysége
Denktaş ismert fotós és író. Fotóiból számos kiállítás született a világ különböző országaiban.
Közéleti témákban számtalan cikket publikált, és emellett körülbelül ötven könyvet írt angolul illetve törökül.
Tevékenységét számos díjjal ismerték el, és több amerikai, brit és török egyetem díszdoktorává avatta.